# 格兰蒂亚 (游戏)
《冒險奇譚》是由Game Arts開發，ESP Software在世嘉土星（下称SS）发行的RPG，为格蘭蒂亞系列的首作。系列于1997年6月在日本首发，1999年移植PlayStation（下称PS），同年9月由索尼电脑娱乐在北美发行英文版，之后由育碧在2000年发行欧洲版。在时隔近二十年的2019年8月16日，本作与《格兰蒂亚2》一起作为《格兰蒂亚 高清重制合集》在Nintendo Switch上发售，并首次加入了包括中文在内的多种语言的字幕。本高清重制版也将两作拆开在Steam平台上分别销售，2022年6月Steam版亦加入中文。
游戏大部分制作人员来自公司之前RPG系列《露娜 銀河之星》的开发团队，其中包括作曲家岩垂德行。

## 概要
在本作的开发情报被公布的1996年，SS主机相对孱弱的3D性能使其在与PS的竞争中落於下风，《格兰蒂亚》就在这样的舆论环境中成了备受期待的杀手级软件。世嘉与开发商Game Arts也不想在气势上输给同期的劲敌，不惜成本地在各种杂志刊载开发中的情报和广告，派发免费体验版等，在营销上颇费了一番工夫。不过事与愿违，随着1997年1月《最终幻想VII》大卖，以及在其他软件阵容的联合攻势下，PS阵营的市场占有率得到爆发式的增长，使得SS阵营陷入非常被动的劣势局面。雪上加霜的是，当初与《最终幻想VII》同样预定在同年春季发售的《格兰蒂亚》也延期到了年底的12月。
本作发售后，尽管在SS主机的玩家当中激起热烈反响，取得不错的销售成绩，却无法撼动已经被PS阵营所牢牢占据的整个市场，在销量上也与PS上的热门大作有着一定差距，带动主机的销量的期待也落了空。此后世嘉在1998年5月公布了新主机Dreamcast，此举也宣告了SS主机实际上已经被当做失败者而遭到了放弃。即便在市场层面上遭遇了种种不利因素，《格兰蒂亚》仍旧在作品层面上得到了很高的评价，在“CESA大赏'97”（现日本游戏大奖）中荣获了优秀奖，亦是当年度SS平台所获得的唯一奖项。
作为本作的特征之一，运用了在3D模型制作的立体背景之上融合了以像素画绘制的2D角色动画进行场景内玩家操作和剧情演出的技术。这种方法基本等同于动画制作中动画师对每一帧的画面都进行单独绘制，因此相当耗费人力。虽然这种表现手法与当时主流的3D游戏大相径庭，甚至有些逆时代潮流而动的色彩，但是却与本作浓厚的日本动画风格的世界观相得益彰，使得喜爱日本动画的玩家非常容易沉浸其中。本作发售后，在动画和3DCG方面受到极高的评价，甚至在动画业界与3DCG业界都引起了反响。
本作也是首次运用了3D音效技术的游戏之一。通过对3D场景和地图的旋转和移动，音效也会随之通过不同的声道和音量来表现，以获得身临其境的效果。而当时其他主流游戏在音效表现上都不如其灵活。

## 故事
众多冒险者以还未被发现的世界为目标，充满梦想的大航海时代被画上了句号。伫立在大海的对岸是被人们称作“世界尽头”的直入云霄的巨大墙壁。建造了这不可思议的物体的光翼人，以及他们那被称为“安吉尔”的超古代文明成为了家喻户晓的神话。
在某片大陆上，一心想要出门冒险的少年贾斯汀受到曾是冒险家的父亲的影响，对于安吉尔神话中的“精灵石”的存在深信不疑，对于安吉尔神话中所描述的世界的存在也从不曾怀疑。为了证明精灵石确有其物，与青梅竹马的苏一起前往了加莱尔军正在调查的古代遗迹萨鲁多。在遗迹的深处，两人在古代的机械装置中见到了自称丽艾特的迷之美少女的影像，她恳求两人前往一个叫“亚伦特”的地方。
决心成为冒险者的贾斯汀一行启程后，跨过大海来到了新大陆的城镇新帕姆，与活泼的冒险者少女菲娜相遇。不久，抱着对于丽艾特所说的亚伦特位于世界尽头之外的确信，一行人决定要越过这名为世界尽头的墙壁。此后，在与龙阵剑的使用者加德因、忍者拉普、女战士米露妲、商人吉多等形形色色的伙伴相遇的过程中，贾斯汀成长为一名成熟的冒险者。
不过于此同时，巴尔将军所率领的加莱尔军正计划要将安吉尔文明的遗产尽数夺取，纳为己用。巴尔将军之子缪伦大佐与他身边的迷之少女莉恩则阻挡了贾斯汀一行的去路。安吉尔文明究竟包含着怎样的谜团？贾斯汀一行的冒险不仅要解开这无人知晓的世界之谜，还要面对世界即将面临的危机。

## 系统

### 系列共通的系统
本作战斗系统颇具特色，虽然基本上还是以指令进行操作，但是可以在战场中对角色的位置进行配置操作（该特点继承自同社的《露娜》系列）。因此，若与敌人的距离过远则无法进行攻击（因此引入了表示角色移动速度的“移动力”这一数值），而攻击的技能也非一般RPG作品中常见的以“敌人单体”、“敌人全体”进行范围区分，而是在战场中拥有各自不同的范围大小，需要根据实际的操作来决定攻击的敌人数量。
战斗系统本身还是遵循回合制的形式，不论敌我都以“待机中”→“指令操作”→“行动准备中”→“行动”→“待机中”的顺序依次行动，但是待机中的角色的敏捷值越高可以输入指令的间隔时间就越短，因此不同的角色之间的行动次数各有不同。与此相对的，行动准备所需的时间则与敏捷值五官，而是由选择的行动种类决定。举例来说，普通攻击（连击）与防御无需准备时间，而强力的技能则需要较长的准备时间。此外亦有可以使行动后的待机时间变短的行动存在。另外，刚学会的技能和魔法需要更长的发动时间，而随着使用次数的增加会逐渐变短。
本作战斗系统还有围绕“IP伤害”与“取消”的特殊机制。上文中所述的行动顺序会在界面下方的IP（控制点数，Initiative Point）槽进行管理。通过选择指令让蓄满的角色行动，就会根据攻击技能的特性给予敌人减少IP槽累计值的效果，延后敌人的此类行动。此外，虽然在通常情况下无法阻止进入“行动准备中”状态的敌人所要进行的行动指令，但是如果此时使用具备“取消效果”的技能对该敌人发动攻击，敌人的IP槽就会比之输入指令之前大幅减少，让其本回合的行动无效化，此时还能额外发动“反击”效果，“IP伤害”的量远高于通常情况。
基于上述要素，一些攻击力贫弱但高敏捷的角色可以通过频繁地利用取消攻击来防范敌人的大威力技能，同时在敌人的行动回合临近时使用回避指令远离敌人的攻击范围，并使得自己在行动顺序上获得更有利的位置。通过精通这种策略，即便是Boss战做到完全无伤也不是没有可能。

### 本作独有的系统
武器与魔法的经验值
在本作中，角色在等级的经验值以外，还存在着武器与魔法的等级和经验值的设定。
武器：每个角色拥有多个种类的固有武器（也有只有1种的角色），装备时武器的属性值会依据角色对应的该武器等级提升而增加。
魔法：4种基本属性（火、风、水、土）拥有各自独立的经验值，魔法的效果会依据角色对应的属性魔法等级提升而得到加强。
魔法的习得方法
在本作当中，在武器店里使用道具魔力蛋的话，就能从4种基础属性中选择一种，学习它的初期魔法。
不过也有一些角色是无法使用魔力蛋的，例如一些已成年的角色。
虽然无法直接合成魔力蛋，但是如果学会了两种相邻属性的魔法，也就可以习得两者的合成魔法了。
基本属性有4种，合成属性亦有4种，共计8种属性。一个角色最多可以使用4枚魔力蛋。

## 登场角色

### 玩家角色
贾斯汀（日语：ジャスティン）
配音：瀧本富士子
本作的主人公，居住在帕姆镇的14岁少年。因为憧憬曾为冒险家的父亲和祖父而踏上旅程。深信父亲所留下的遗物是真正的“精灵石”。
满腔热血而心思单纯，待人热心。虽然是个一旦头脑里萌生什么想法就要立即付诸实施的行动派，看起来略有些草率，却也不会在遇到困境时会轻言放弃，内心有着强韧的一面。
使用武器为刀剑、锤矛、斧，技能以攻击性的为主。魔法也基本上都是攻击性的。
由于所持有的技能，整体上是个相当平衡的角色。
故事的最後與菲娜在新大陸定居下來，十年後帶著與菲娜的五個小孩回到故鄉帕姆港。
菲娜（日语：フィーナ）
配音：日高範子
15岁的少女，是生活在新大陆的新帕姆镇的冒险者。是新大陆冒险者协会的成员之一，拥有协会中一流的身手。因为自小独立生活，家务也很擅长。
刚遇到贾斯汀时还仅仅把他当做小孩子来看待，在贾斯汀解决了幽灵船事件后对他的实力刮目相看。后与贾斯汀一同踏上了旅途。
性格开朗活泼，不过因为不擅长把感情隐藏起来，有时在表达喜怒哀乐的时候会显得很激动。
使用武器为鞭子与匕首（短剑），技能数量相对较少。魔法则兼具攻击、回复和辅助类，非常平衡全面。
序盘阶段由于数值全面高于贾斯汀等人，显得十分可靠，由于使用武器的特性与体力和力量属性成长不佳的关系，中后期逐渐转型成为使用魔法战斗的角色。
故事的最後與賈斯汀在新大陸定居下來，十年後帶著與賈斯汀的五個小孩回到賈斯汀的故鄉帕姆港。
苏（日语：スー）
配音：西原久美子
年仅8岁的少女，是贾斯汀的青梅竹马。脸上的雀斑是她外表的主要特征之一。性格开朗人小鬼大，不过也有逞强的一面。
自从双亲亡故后便住在伯父伯母家。由于与贾斯汀是隔壁邻居，经常会在他家吃晚饭。
以贾斯汀的监护人自称，与贾斯汀如影随形。
使用武器包括远程武器（弓和飞镖）与锤矛类（法杖和槌）。攻击动作相比其他角色稍慢。
拥有回复和辅助系的技能。魔法以攻击性为主，不过辅助和恢复类的也能学会一些。
布伊（日语：プーイ）
配音：橘光
贾斯汀的父亲生前在冒险时偶遇的迷之生物，形似蝴蝶。跟苏非常要好，常常一起行动。常发出“噗呜噗呜”的叫声。对于人类的食物毫不挑剔。
苏的技能当中有相当一部分要通过噗咿来施展，例如冲撞、吐火、吐水等，甚至还包括手持拉拉队手花进行应援这样的技能。
虽然有飞行能力，不过通常都乖乖地趴在苏的脑袋上，粗看起来就像是缎带装饰一样。
加德因（日语：ガドイン）
配音：纳谷六朗
冒险途中遇到的戴特村最强的剑士，38岁，男性。体型壮硕、为人沉默，在如此的外表之下也有着一副温柔的心肠。
为了修行，常年独自在飞龙之谷的小屋生活。虽然有过不少挑战大型怪物的成功经验，对于女性却完全没办法。
拿手的料理是“飞龙炖菜”。但却由于这道料理的关系引发了与贾斯汀之间的决斗。
使用武器限定为刀剑。会使用龙阵剑这样威力强大的技能。魔法只能使用火和土属性。虽然敏捷值略低，但是却拥有仅仅使用通常技就能轻松料理杂兵敌人的超高攻击力。
拉普（日语：ラップ）
配音：山口胜平
卡夫之乡的15岁少年，是村里的孩子王，同时也是大人们口中的坏孩子。虽然是那种常常口不择言的火爆脾气，其实却很为伙伴们着想，重信重义的性格。
与同样满腔热血的贾斯汀非常投机，两人相遇后很快就打成了一片。
可使用武器包括刀剑、匕首（短剑），远程类只能装备飞镖（手里剑）。可使用的技能种类会根据装备近战武器与远程武器产生大幅变化。
魔法以攻击和辅助类（妨害系）的为主，回复系也够用。不过不能使用复活魔法。
由于是忍者，拥有很高的敏捷。力量也相对较高，属于突击型的角色。
闲暇时会一个人玩剑玉
米露妲（日语：ミルダ）
配音：坂本千夏
雷努村的女战士，19岁，拥有一身强健的肌肉，惊人的肉体力量甚至可以破坏加莱尔军的坦克。
刚遇到与贾斯汀一行时将他们误以为是加莱尔军的人而发动了袭击，解开误会后就与他们同行了。
虽然在外表和语气上都很具有男性气概，却也有着像家庭主妇，富有母性的一面。因此有好几处都出现了被村里的孩子们称呼为阿姨的场景。丈夫名叫达利恩。
由于雷努村与卡夫之乡之间有着民族冲突，因此她对来自那里的人都不太待见。
可使用武器包括刀剑、锤矛、斧，不过发动连击时却用的却是身体冲撞。完全不会使用魔法，纯粹的攻击型角色。
吉多（日语：ギド）
配音：龟井芳子
摩古族的商人。拥有兔子一般可爱的外表，实际上却拥有渊博的知识和对历史的了解。每次与贾斯汀一行相遇时都会留下一些意味深长的只言片语。
会时不时地作弄别人，却并非处于主观的恶意。真实身份是摩古族的长老，平时会以行商的身份出门，因此很难在吉尔帕顿的城镇里遇到他。对于故事后半部分来说是不可或缺的重要角色。
可使用武器包括刀剑、匕首（短剑）和远程武器。技能方面以辅助系为主。拥有可以盗取敌人道具的特殊技能。无法使用魔法。
因为是商人所以嗜钱如命，每次使用他的特殊设施都会被收取费用。
在外传作品《格兰蒂亚 数字博物馆》（下称《数字博物馆》）中他在大本营开设了商店。
丽艾特（日语：リエーテ）
配音：井上喜久子
贾斯汀在萨鲁多遗迹最深处邂逅的迷之美少女，18岁。遗迹中机器偶然启动后，她的全息影像出现在贾斯汀一行面前，并引导他们前往亚伦特。
贾斯汀等人期初并不知道浑身充满谜团的她到底是古代文明所制造出的幻象，还是真实存在的人。她的真实身份是住在位于东艾伦西亚上空的空中神殿亚伦特中千百年来一直守护着早已衰亡的古代文明的不老巫女（神官）。丽艾特这个名字是担任亚伦特巫女的少女世代都会继承的名字。在亚伦特神殿内部有着历代丽艾特的石碑，表示着在她之前曾有过的众多丽艾特。
可装备武器只有法杖。魔法以攻击与辅助为主。由于技能较少，因此是个主要依赖魔法进行战斗的角色。
或许是常年独居的关系，是个不谙世事的少女。成为伙伴后则会做出一些打破之前印象的言行举动。
在《数字博物馆》中建立了名为“亚伦特博物馆”的设施，通过贾斯汀等人的协助，让这个地方成为了任何人都可以体验他们迄今为止的冒险的场所。

### 加莱尔军
巴尔将军（日语：バール将軍）
配音：若本规夫
加莱尔军的最高统帅，缪伦大佐的父亲，48岁。对帕姆镇的发展做出了主要贡献的“裘尔财团”的私人军队“加莱尔军”的军人。
近年来开始逐渐摆脱财团的影响，在独自执行机密作战——“尤格多拉希尔计划”。为了复活导致古代文明安吉尔毁灭的生物兵器盖亚，向萨鲁多遗迹、多姆遗迹这样的安吉尔遗迹进行派兵调查，企图收集作为复活盖亚的线索的七颗精灵石。在计划进入最终阶段后，将军更明显地表露出将军队视作个人私物的倾向，甚至说出将派遣进行探索的部下当做弃子的发言。
缪伦大佐是他与曾在遗迹调查时所毁灭的村庄中俘虏来的亚人所生的孩子。将军仅仅以获得亚人的古代语言能力为目的，对缪伦大佐并没有真正可称得上父子情的情感。
身体的左半部分覆盖着斗篷，其实是为了掩盖一半的身体已经被盖亚所占据的真相。力量暴走时就会从斗篷中伸出盖亚的触手（3根长触手和尾巴）。
早期的身份是裘尔财团的新大陆探险队队长，长期奔赴各地的遗迹进行调查工作，由于财团相比队员的安全更重视获取安吉尔文明的技术，引起了巴尔对财团的不信任。在最后的调查行动中，由于被认为是盖亚的胚芽导致的传染病导致了半数队员丧生。当时的巴尔自己也受到盖亚的胚芽的影响，甚至产生了让他使用精灵石复活盖亚这样的幻听。
缪伦大佐（日语：ミューレン大佐）
配音：小杉十郎太
巴尔将军的儿子，同时也是加莱尔军的指挥官，23岁。不仅身披父亲的光环，本身也有很强的领导力，在普通士兵当中很有人望。同时剑术高超，继必杀技“升龙斩”后还学会了一系列的剑技。
父亲巴尔本来只是一介普通军人，因为母亲是亚人的关系，他也学会了古代安吉尔语言。是少数知晓“尤格多拉希尔计划”内容者的其中之一。只有在面对副官莉恩时才会敞开心扉，平时则以一副沉着冷静的模样示人。
莉恩（日语：リーン）
配音：橘光
担任缪伦的副官的迷之少女，15岁，军阶是中尉。并非士官学校出身，身手也无过人之处的少女，却被作为士官被任用等，在剧情初期给人一种被谜团包围的感觉。拥有着与军队气质不符的温柔性格，深受部下们的仰慕。然而对于上级下达的命令总是没有丝毫犹豫地执行，即便是残忍无情的任务内心也不为所动，因此饱受各地民众的怨恨。与缪伦大佐总是形影不离。
真实身份是菲娜的孪生姐姐，已灭绝的光翼人幸存者中的其中一人。为了救下受到盖亚袭击的菲娜而不得已使用了光翼人的力量，从而暴露了身份。光翼人拥有操纵安吉尔文明所遗留下来的古代装置的能力，在巴尔将军强硬命令下莉恩也只得就范。其后，因为可以操纵用来对抗盖亚的武器蒸汽炮，在盖亚因为巴尔将军暴走而复活后，与菲娜一起操纵蒸汽炮摧毁盖亚成了最后的王牌。
非常怕蛙类动物，在《数字博物馆》当中为了克服这个弱点，可以看到莉恩独自一人待在一个放满了蛙型怪物的隐藏房间里。
加莱尔三姐妹
三人的军阶都是中尉，并且都对缪伦大佐有好感，因此将总是伴其左右的莉恩视作情敌。因为从正规军事学校毕业的缘故，年纪轻轻就当上了指挥官。作为各自部队的队长，拥有符合身份的作战实力，并且三人合力的话就能发挥出单人13倍的战斗力。另一方面，由于在性格和领导力方面有着诸多问题，普遍受到部下们以及缪伦大佐的质疑。各自的能力都相当优秀，但是在需要互相配合的时候由于性格的关系总是不能合拍。故事中数度将贾斯汀一行必入绝境却又被逃脱也与此特点有关。
纱季（日语：サキ）
配音：萩森侚子
闪电之星队（突击队）的队长，16岁。假小子，火爆脾气，不拘小节，塞满肌肉的大脑，做什么事都要用力量解决的性格。不擅长算计和谋略，对部下的教育也仅限于肌肉锻炼。
在战斗中喜欢用招牌技能“力量碎颈臂”和吐槽纸扇进行攻击，在三姐妹当中论纯战斗力是最高的。在故事结束后，由于缪伦大佐的兵变，导致加莱尔军解体，为了转而从事肉体劳动前往了旧大陆。
奈奈（日语：ナナ）
配音：冬马由美
血色玫瑰队的队长，16岁。在《数字博物馆》中，她的部下们自称亲卫队。高傲女王的气场，对于物品的品牌非常讲究。因为经常胡乱使唤部下，导致被讨厌。不过在故事后半段中的对盖亚作战失败后，军队撤退时说出“活下来的这条命可要好好珍惜”这样的话来开导意志消沉的贾斯汀，可以看出本质上并不坏。
战斗方式似乎是借鉴了漫画《飞女刑事》，甩动巨大的悠悠球来发动攻击。故事结束后，曾经依靠美貌忽悠了众多男性的她反而虎落平阳被骗到了旧大陆去工作。
澪（日语：ミオ）
配音：久川绫
沙漠之月队（化学队）的队长，16岁。戴着眼镜看起来像个头脑派的角色，但是简而言之就是喜欢动歪脑筋。口头禅是“根据我的精确计算...”。虽然很擅长制订陷害他人的作战计划，但是每次都会在最关键的地方掉链子，导致功亏一篑。在军队的士兵们自说自话举办的选美比赛里，获得了仅次于莉恩的第二名，但是两人得票数之间的差距却非常之大。沉默不语的时候可以说是标准的美女。
在战斗中通过使用不同的气球可以释放出导致中毒、麻痹、睡眠的气体来限制对手的行动。此外，因为所使用的电击枪可以在造成很高伤害的同时使目标陷入麻痹状态，因此一旦进入了她的节奏就很容易导致无能为力最终团灭，是个非常棘手的敌人。拥有在三姐妹当中最低的HP。在故事完结后，利用自己的头脑赚到了不少钱，不过因为非法抽成被暴露，成了通缉犯，无奈逃往了旧大陆。

### 其他角色
梅西那大陆（贾斯汀所生活的大陆）
莉莉（日语：リリィ）
配音：冬马由美
帕姆镇的知名餐厅“海鸥亭莉莉”的老板，贾斯汀的母亲，32岁。
几乎每天被贾斯汀的恶作剧弄得焦头烂额，每次臭骂贾斯汀的时候都会使出特技手刀猛劈贾斯汀的头。
为人直爽，颇受工厂和矿山的男人们的赞誉。镇里还有一家名叫“碧海”的对手餐厅，不过并没有被莉莉放在眼里。
曾经是知名的海盗，有着“骷髅莉莉”这样让人瑟瑟发抖的威名。在劫掠船只的时候，发现了一名持有精灵石的冒险者，无论她如何威胁，对方始终都没有交出精灵石。这名冒险者后来成了莉莉的丈夫，也就是贾斯汀的父亲。虽然镇上的人们都知道她过去的身份，不过也并未对此有过多议论。
因为与冒险者协会会长加乌斯有过交情，在贾斯汀启程的时候悄悄塞给他一封给会长通关系的信件。
在《数字博物馆》中有着一个以莉莉手刀劈贾斯汀为原型的打地鼠小游戏。
冈茨（日语：ガンツ）
帕姆镇的孩子王。与弟弟天茨、小弟科泽尔和古斯一起，常常和贾斯汀互相争斗，给镇上的人们添乱，因此没少被讨厌。因为喜欢苏的缘故，对与苏如影随形的贾斯汀有着很强的竞争意识。
与受到父亲和祖父的冒险经历而想要追随他们脚步的贾斯汀不同，认为冒险者的时代已经过去，成为工厂的职员或参军才是这个城镇的男孩子正当的生活方式。
本作的剧情从贾斯汀与冈茨的对决（找宝物）开始讲述。冈茨把“精灵之剑、光之盾、勇者头盔、传说之铠”藏了起来，贾斯汀必须在太阳下山前找到。实际上这些装备只是些起了帅气名字的垃圾而已。
在《数字博物馆》的小游戏环节当中，冈茨以婚约向回到帕姆的苏发起了挑战。
贡茨（日语：ゴンツ）
冈茨的哥哥。参加了加莱尔军，参加了在萨鲁托遗迹的挖掘调查工作。
实际上并没有能参与实际的挖掘工作，而是被三姐妹当做跟班一样使唤来使唤去。
仁（日语：ジン）
身披已锈迹斑斑的铠甲的老人，自称现役冒险者。平时总泡在帕姆的酒吧里，说的话也总是被当做酒后的胡言乱语，没人当回事。直到贾斯汀一行来到新帕姆，发现了一个叫做“仁平原”的地方，才发现他的确是名震一时的冒险家。
安吉尔博物馆馆长
考古学者。从加莱尔军处获得了考察萨鲁多遗迹的许可。与贾斯汀兴趣相投，两个人常常把苏丢一边，陷入对古代文明的热烈讨论中。馆内陈列着与安吉尔文明的相关资料，以及以萨鲁托遗迹为发端的各地出土的文物。不过虽然仍然保留了关于精灵石、光翼人、长生不老的大神官等曾经辉煌一时的文明的众多资料，到了这个时代的大众也仅仅是将它们当做是虚构的神话传说罢了。
受到贾斯汀的委托，对他父亲的遗物精灵石进行了调查研究，但因其甚于钻石的超高硬度，导致无法进行任何有效的分析，最终也没有获得什么有效的结论。
因为在学生时代有过背着父母反对意见坚持攻读考古学的经历，在得知贾斯汀准备瞒着母亲出发冒险后果断地在背后推了他一把。
新帕姆大陆（世界尽头之前）
帕孔（日语：パコン）
新帕姆冒险者协会的现任会长。典型的受宠溺的大少爷。在父亲曾经的任期内，由于“世界尽头”的发现，人们意识到大陆上还未被发现的土地越来越少，对冒险不再抱有热情的人们渐渐退出了协会，从而导致协会财政出现了巨大危机。父亲死后帕孔接任会长的位置，通过利用已被发现的遗迹和路线的形式，以旅行观光作为新的中心，成功地让协会完成转型。成功地带领协会起死回生而变得富有后，在新帕姆作为名人而受到尊敬，不过在那些仍旧怀念曾经美好的冒险时代的人们中间却并不怎么受待见。热烈地爱慕着作为协会最有实力的冒险者菲娜，在会长室里贴有自作主张制作的菲娜的大幅海报，似乎是为了要故意在公众当中造成两情相悦的印象。甚至不惜动用会长的权限，在会员的通行证上印上她的照片，以世界第一的冒险者进行夸张的吹捧，对此菲娜常常感到难堪。
在《数字博物馆》当中亦有登场。
张老师（日语：チャン先生）
配音：若本规夫
冒险者协会会长帕孔的贴身保镖，是个留着辫发的壮汉，武艺高强。对帕孔唯命是从，对胆敢违抗帕孔的人下手毫不留情。
使一手泰拳，同时还拥有高超的厨艺，在败给贾斯汀后改行当了厨师。
在《数字图书馆》的大胃王迷你游戏当中，作为厨师登场。
雷姆（日语：レム）
位于世界尽头附近的亚人村落——路克村的孩子。因为好奇心的驱使而离开了村子，却被加莱尔军逮个正着。虽然在经受了严刑拷打后，好不容易从基地逃了出来，并被刚好路过的贾斯汀一行所救，但却又被后续赶到的加莱尔军一网打尽。
随后又被贾斯汀一行救出，并从军队疏于防范的路线向着村落前进，然而这下却正好中了缪伦大佐和莉恩所设下的陷阱。结果当晚村落遭袭，受到村民供奉的精灵石也被夺去。
憧憬着冒险者的生活，对贾斯汀有着小弟对大哥一般的仰慕之情。在小说版中，雷姆之后踏上了旅途，前往了帕姆镇。
新帕姆大陆/艾伦西亚大陆（世界尽头的另一边）
戴特村长老
面朝大海的村落，戴特村的村长。为村里年年下毒雨的事头痛不已。因而委托贾斯汀一行前往产生毒雨的源头——雨月之塔，将勇者之枪取回。
阿尔玛（日语：アルマ）
戴特村的医生。说话语气颇为男性化，却是个热心肠的女人。自小就对同村的青梅竹马加德因抱有好感，却因为他异常迟钝的性格，即便到了这个岁数却还是没什么进展。
在苏因为发高烧而病倒后细心地照料了她。
甘波村村长
位于火山脚下的甘波村的村长，村落因温泉和青蛙而小有名气。是个积极开朗的中年男子，与人交谈时常常一只手弹奏着尤克里里，话语中夹杂着音乐和歌声。
由于居住在火山里的龙导致了火山活动的停止，为了安抚龙，他企图仿效“勇敢的情侣”的传说，让一对情侣成为龙的祭品。
丹达与奈娜（日语：ダンダ、ナイナ）
甘波村的一对情侣，男方是身手不错的船夫丹达，女方是村长的女儿奈娜。虽然两情相悦，但是因为忌惮于村里“将情侣作为祭品献给龙”的习俗而无法相见。在贾斯汀一行退治了龙后，不再担心祭品的事，便光明正大地交往了起来。为了在船上享受二人世界，便顺路把贾斯汀一行送到了双子塔遗迹。
人鱼
栖息东西艾伦西亚大陆之间的海域的怪物。由于人鱼食人的习性，船夫们都很避讳在人鱼活动的季节出海。在海上所见到的美丽的少女，其实只是人鱼身体上用来当做诱饵的一部分。本体则是能使人联想起鮟鱇鱼的大型鱼怪。
东艾伦西亚大陆
尼吉（日语：ニッキ）
拉普的小弟，卡夫之乡的少年。崇拜着拉普，也是他的大徒弟。
登场后不久就遭到怪物的袭击，发出求助。
在《数字博物馆》当中，与拉普一起位于游戏厅里。
达里恩（日语：ダーリン）
极寒之地的村庄，雷努村三贤者之一，米尔妲的丈夫。安吉尔文明的研究者。宛若牛一般的巨大身躯让贾斯汀一行颇为震惊。村里都称呼他为米尔妲的达里恩。
雷努人在村落之间发生冲突时通常只有女性露面，被认为是女性相对来说更强的民族，实际上男性拥有可以移动几倍于身体重量的岩石的强大力量。雷努的男性通常都在家中进行脑力劳动，因此很少出门。
德里恩（日语：デーリン）
雷努村三贤者之一。通晓历史、数学、生物、草药学等与安吉尔文明相关的知识。心情不错的时候会边哼着歌边进行研究。有三个儿子，随着故事的推进，三个孩子会渐渐从人的样子变为牛一般的外表。说话语气也会一口变得十分恭敬有礼，就连思考问题的方式也会发生重大变化。
由于亲眼目睹了两位兄长的激变，老幺对自己的身体即将产生的变化感到非常恐惧，没有能够变为男性成年雷努人的样子。不过在《数字博物馆》当中，可以从德里恩口中得知，老幺也已经开始顺利地长出犄角了。
多里恩（日语：ドーリン）
雷努村三贤者之一。研究安吉尔文明的贤者。关于安吉尔文明的了解比达里恩更为深入。由于头部的角被折断且遗失而陷入了不省人事的状态。贾斯汀一行在雷努村的废村中找到了他遗失的角，并将其恢复原状后，终于恢复意识。然后却发现与其说他是研究丽艾特的资深学者，不如说是她的铁粉更合适一些。

## 評價
世嘉土星版《格蘭蒂亞》销量约40万套。游戏获得CESA大奖'97之优秀奖，以及第三回日本年度游戏大奖之准大奖。